# Bronisław Drohobycki
Bronisław Drohobycki (ur. 5 lutego 1915) – polski „Sprawiedliwy wśród Narodów Świata”.

## Życiorys
W trakcie II wojny światowej mieszkał we Lwowie. W 1940 r., gdy miasto znajdowało się pod sowiecką okupacją, poślubił swoją żydowską dziewczynę, Albinę Jasłowitz. Kiedy Niemcy zajęli miasto i zagnali Żydów do getta, Drohobycki pomagał rodzinie swojej żony, przemycając żywność do getta, narażając się na wielkie ryzyko osobiste. Drohobycki uważał za swój moralny obowiązek pomóc rodzinie żony i nigdy nie pomyślał o zwróceniu się o zapłatę. Podczas jednej z akcji w getcie zginęła cała rodzina Jasłowitzów, z wyjątkiem Felicji, siostry Albiny. Felicja trafiła do obozu koncentracyjnego przy ulicy Janowskiej, gdzie została zatrudniona w niemieckich Zakładach Zbrojeniowych (DAW – Deutsche Ausruestungswerke). W 1943 roku Drohobyckiemu udało się wydostać Felicję z obozu i wraz z żoną i synkiem ukrył ją w swoim mieszkaniu. Obie siostry pozostawały pod opieką Drohobyckiego aż do zajęcia Lwowa przez Armię Czerwoną w lipcu 1944 r. Po wojnie Drohobycki wraz z żoną przeniósł się na tereny w nowych granicach Polski.
13 września 1989 r. Instytut Jad Waszem uhonorował Bronisława Drohobyckiego medalem „Sprawiedliwy wśród Narodów Świata”.